# Kebbi

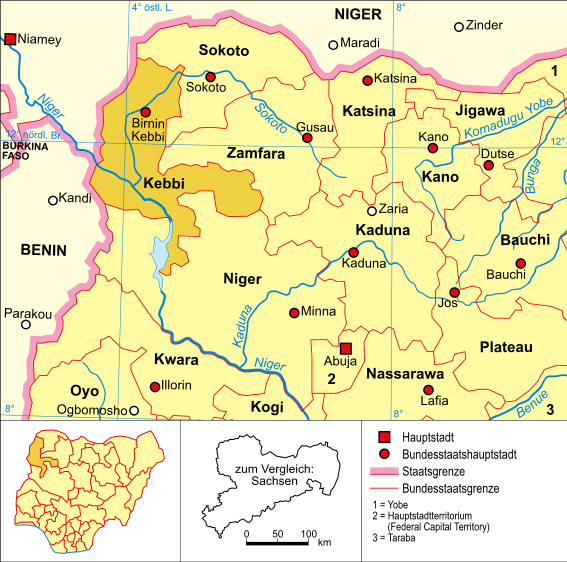
Lage von Kebbi in Nigeria

Kebbi ist ein Bundesstaat im Nordwesten des westafrikanischen Landes Nigeria mit der Hauptstadt Birnin Kebbi, die mit 108.172 Einwohnern (2005) auch die größte Stadt des Bundesstaates ist.

## Geografie
Der Bundesstaat liegt im Nordwesten des Landes und grenzt im Norden an den Bundesstaat Sokoto, im Süden an den Bundesstaat Niger, im Nordwesten an die Republik Niger, im Südwesten an Benin und im Osten an den Bundesstaat Zamfara. Im Süden des Bundesstaates erstrecken sich große Teile des Kainji-Nationalparks und des Feuchtgebietes der Foge Islands, das 2008 in die Liste der international bedeutenden Feuchtgebiete der Ramsar-Konvention aufgenommen wurde. Ein Teil der Grenze zum Bundesstaat Niger wird von dem Fluss Malendo, und zu Zamfara und Sokoto durch den Ka gebildet.

## Geschichte
Nach einer neueren Theorie des Bayreuther Professors Dierk Lange wurde Kebbi bereits um 600 v. Chr. durch Flüchtlinge des zerfallenden assyrischen Reiches gegründet. Nach der konventionelleren Geschichtsschreibung entstand das Königreich Kebbi oder Kebbi Emirat jedoch erst im 15. Jahrhundert als eine Provinz des Reiches Songhai. Der Gründer des Kebbi-Emirats war Muhammadu Kanta, der vermeintlich im Jahr 1516 zum König aufstieg. Kebbi war eines der sieben Banzastaaten, in Hausa Banza Bakwai genannt. Kanta unterwarf das Königreich Yauri und machte es tributpflichtig. Um 1700 wurde die Hauptstadt des Reiches durch den König Tomo von Surame nach Birnin Kebbi verlegt. Zur selben Zeit erlebte das Reich seine größte Ausdehnung und Blüte. Es streckte sich über mehr als 500 km von Ader im Norden bis nach Borgu im Süden. Ein dramatischer Einschnitt erfolgte 1805, als der spätere Emir von Gwandu, der Bruder des Usman dan Fodio Abdullahi im Rahmen des Dschihad der Fulbe den Norden des Reiches unter seine Kontrolle brachte. Der König von Kebbi floh nach Argungu und machte diese Siedlung zur neuen Hauptstadt des Reiches. Das Reich sollte als unabhängiger Staat bis 1902 bestehen, danach wurde es in die britische Kolonie Nordnigeria integriert.
Der Bundesstaat wurde am 27. August 1991 aus einem Teil des Bundesstaates Sokoto gebildet. Erster Administrator war zwischen 28. August 1991 und Januar 1992 Patrick Aziza. Gegenwärtiger Gouverneur ist seit 29. Mai 1999 Adamu Aliero.

## Bevölkerung
Der Bundesstaat Kebbi wird vor allem vom Volk der Haussa bevölkert, ferner gibt es Angehörige der Volksgruppen der Bussawa, der Dukawa, der Kambari sowie der Kamuku. Die dominierende Religion ist der sunnitische Islam. Im Bundesstaat Kebbi gilt die islamische Rechtsprechung, die Scharia. Sie hat zudem die Funktion der Hauptquelle der Gesetzgebung. Alle Gesetze im Bundesstaat müssen mit der Scharia vereinbar sein.

## Gouverneure und Administratoren
- Patrick Aziza (Administrator 1991–1992)
- Abubakr Musa (Gouverneur 1992–1993)
- S. T. Bello (Administrator 1993–1996)
- John Ubah (Administrator 1996–1998)
- Samaila Chama (Administrator 1998–1999)

## Verwaltung
Der Staat gliedert sich in 21 Local Government Areas. Diese sind: Aleiro, Arewa-Sandi, Argungu, Augie, Bagudo, Birnin-Kebbi, Bunza, Dandi, Fakai, Gwandu, Jega, Kalgo, Koko-Besse, Maiyama, Ngaski, Sakaba, Shanga, Suru, Wasagu-Danko, Yauri und Zuru.

## Wirtschaft
Die Landwirtschaft ist der Hauptwirtschaftszweig in Kebbi. Der fruchtbare Boden erlaubt den Anbau von Hirse, Mais, Maniok, Kartoffeln, Reis, Bohnen, Zwiebeln, Gemüse, Weizen, Sojabohnen, Ingwer, Zuckerrohr, Erdnüsse, Tabak, Mango, Guave und Papaya. Die Fischereiwirtschaft ist bedeutend.
An Bodenschätzen befinden sich im Bundesstaat unter anderem Kalkstein, Salz, Lehm und Gips.